# Victor Dieu
Pour les articles homonymes, voir Dieu (homonymie).
Victor Dieu, né le 31 mars 1873 à Quaregnon et mort le 7 décembre 1954 à Mons, est un artiste graveur, peintre et aquarelliste belge.

## Biographie
Victor Hypolite Cléonis Dieu, né le 31 mars 1873 à Quaregnon, est le fils d'Hypolite Dieu, tailleur d'habits, et de Zélie Dufrane. Il était marié à Blanche Masson. 
Il fait des études à l'Académie royale des Beaux-Arts de Mons où il est l'élève du graveur Auguste Danse et des peintres Antoine Bourlard et Émile Motte. En 1893, il obtient un premier Prix d'Excellence. Parallèlement à ses études artistiques, il exerce le métier de son père, tailleur, pour subvenir aux besoins de sa famille.
En 1901, il reçoit  le premier Prix de Rome pour la gravure.
Polyvalent dans ses techniques artistiques, il a réalisé des peintures, gravures, pastels, dessins, fusains, sanguines et aquarelles.
Peintre et graveur paysager et régionaliste, iI a privilégié les paysages du Borinage, sa région natale, figés par l'hiver, les moulins, les maisonnettes, les chemins creux et les églises de village. Appréciant fondamentalement la nature, il liait ses paysages champêtres avec les ciels prenant la couleur du temps qu'il fait et animés par les nuages selon le moment de la journée ou la saison.
Il a également exprimé des scènes du quotidien du Borinage industriel, tels que des mineurs.
Á la suite de son décès le 7 décembre 1954 à Mons, il reçoit des funérailles à l'église Saint-Nicolas-en-Havré de Mons et est inhumé au cimetière de Basècles.